# Necropoli della Castelluzza
La Necropoli della Castelluzza è una necropoli etrusca che si trova a Tuscania in provincia di Viterbo.

## Descrizione
La necropoli si trova poco fuori dalla zona settentrionale della città, poco distante dalla Necropoli di Peschiera e dalla Necropoli di Pian di Mola.
In questa necropoli i sepolcri sono di vario tipo: a camera, a tumulo, a dado e semidado, riferibili ad un periodo compreso tra il VII e VI secolo a.C. .
Di interesse la tomba della finta porta del VI secolo a.C., cosiddetta perché presenta una finta porta scolpita in fondo all'ambiente principale, con ai lati gli accessi a due camere con i letti funerari, anche questi scolpiti nella pietra.